# László Köteles
László Köteles (Seghedino, 1º settembre 1984) è un ex calciatore ungherese, di ruolo portiere.

## Carriera
Nello spareggio contro il Maccabi Haifa per la qualificazione alla Champions League, conclusosi ai calci di rigore, ha parato due tiri dal dischetto. Durante la fase a gironi, invece, ne ha parato un altro a David Luiz del Chelsea.

## Palmarès

### Club

#### Competizioni nazionali
- Campionato belga: 1

Genk: 2010-2011
- Coppa del Belgio: 1

Genk: 2012-2013
- Supercoppa del Belgio: 1

Genk: 2011